# 윤희재 (1892년)
윤희재(尹熙再, 1892년 1월 25일 ~ ?)는 일제강점기의 관료이다.

## 생애
강원도 고성군 출신이다. 1914년 6월에 토지조사를 위한 기구인 조선총독부 임시토지조사국에 임시직원으로 채용되면서 관계에 들어섰다. 같은 해 11월에 임시토지조사국 서기보로 승진하여 정식 관리가 되었다.
임시토지조사국 정리과 서기를 거쳐, 강원도 홍천군, 양양군, 철원군, 삼척군, 강원도 재무부 세무과와 전매국 경성전매지국 강릉출장소 등 강원도 지역에서 관리로 근무하였다.
삼천군에서 재무주임으로 재직 중이던 1931년에 평창군수에 임명되면서 총독부 군수로 발탁되었다. 강원도 평창군과 통천군, 김화군 군수를 차례로 지냈다. 김화군수이던 1939년을 기준으로 종6위 훈6등에 서위되어 있었으며, 1940년 5월에 퇴직하였다.
통천군수로 재직 중이던 1935년에 총독부가 편찬한 《조선공로자명감》에 353명의 공로자 중 한 명으로 기재되어 있다. 이 책자에는 “인내심이 강하고 대범한 성격”이라는 인물평도 남아 있다.
2008년 민족문제연구소가 정리한 친일인명사전 수록예정자 명단 중 관료 부문에 포함되었다.

## 참고자료
- 윤희재(尹熙再) - 국사편찬위원회